# Hôtel de ville de Poitiers
L'hôtel de ville de Poitiers est un édifice municipal de style Second Empire à Poitiers. Il est situé sur la Place du Maréchal-Leclerc, ancienne place d'Armes.

## Historique

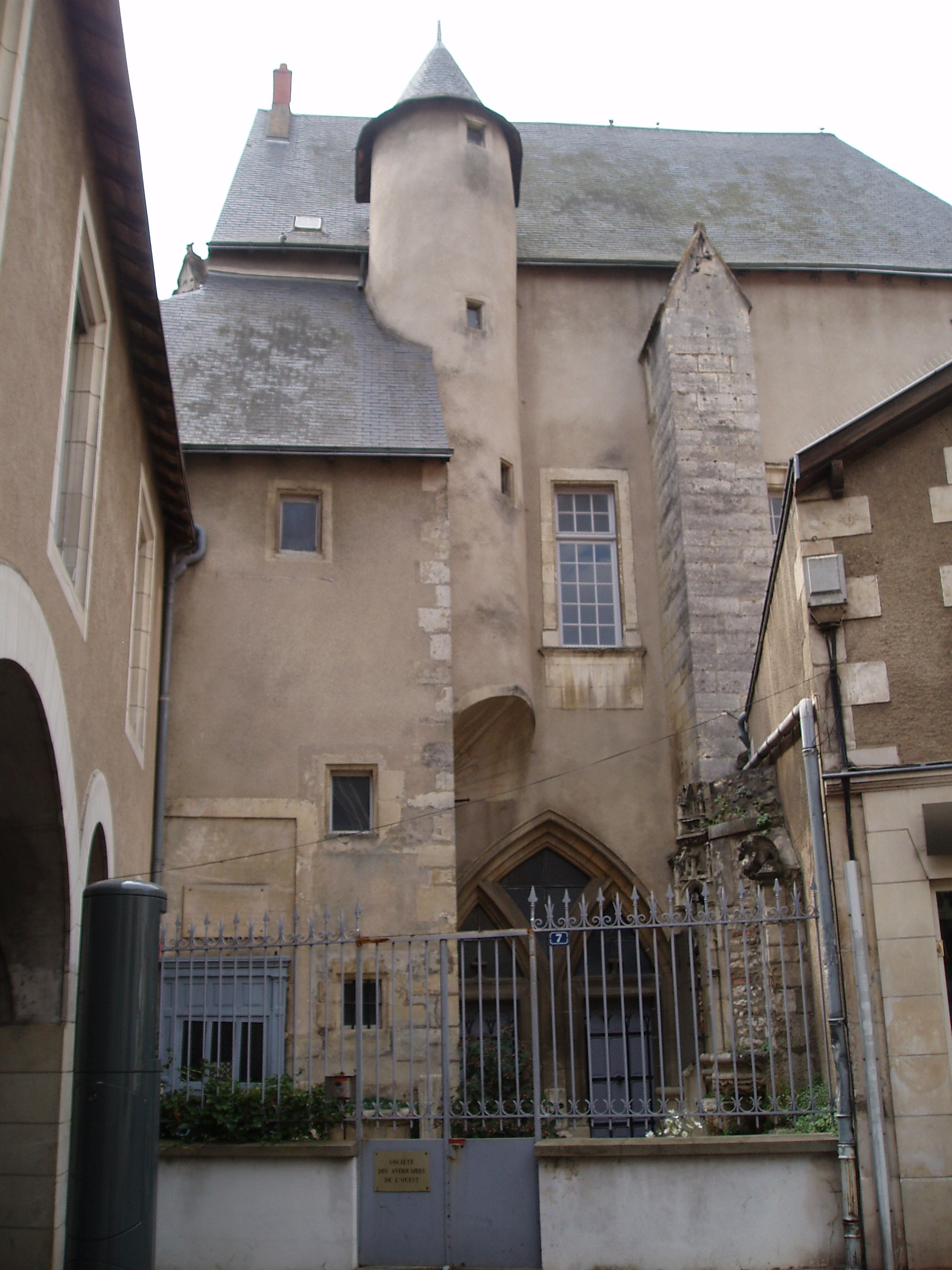
L'échevinage, originellement construit au XVe siècle pour abriter la chapelle et la librairie de l'Université, est devenu hôtel de ville au XVIII. Il a servi de mairie jusqu'à l'inauguration de l’hôtel de ville en 1875.

Édifié entre 1869 et 1875, l'hôtel de ville de Poitiers est le point final d'un vaste projet d'urbanisation du centre-ville, entamé avec l'arrivée du train en 1851 et la construction de la préfecture entre 1864 et 1869. La décision est également prise de réaliser un large boulevard d'inspiration haussmannienne, reliant le nouvel édifice départemental à la place d'Armes : ce nouvel axe, actuelle rue Victor-Hugo, devait faire office de voie triomphale ouvrant sur le nouvel hôtel de ville. Auparavant, l'hôtel de ville était installé à l'échevinage.
Antoine-Gaëtan Guérinot est choisi comme architecte. Les travaux commencés en 1869, interrompus lors de la guerre de 1870, ne seront terminés qu'en 1875.
Par arrêté du 29 octobre 1975, les façades, toitures ainsi que le grand escalier sont inscrits au titre des monuments historiques.

## Architecture

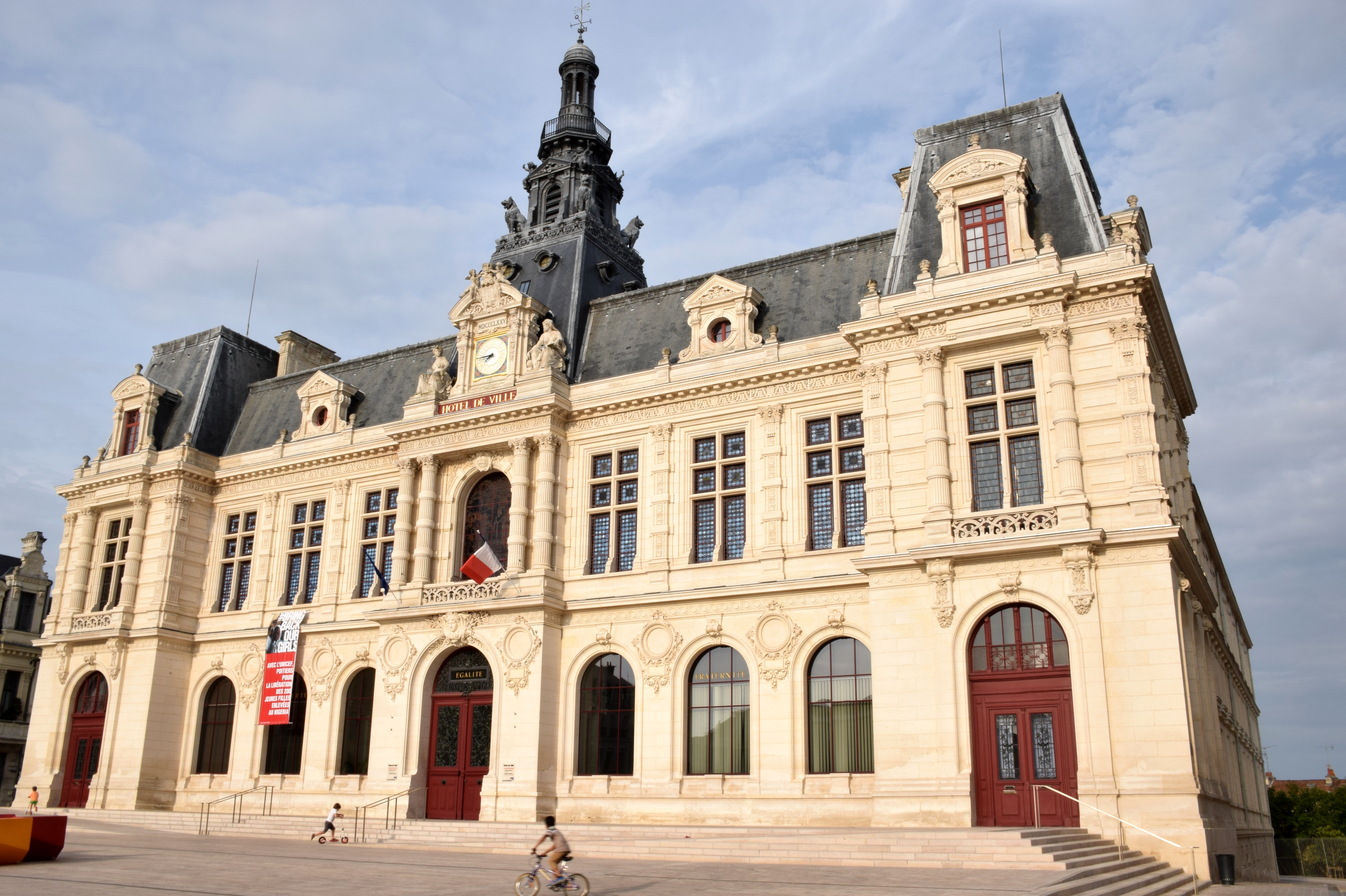
Vue d'ensemble.

Faute de financements, les décors prévus dans le projet ne furent pas totalement achevés. L'édifice reste un monument majeur représentatif des goûts du second Empire. La majestueuse façade est de style néo-renaissance, selon le style Napoléon III, amateur de pastiches architecturaux (un projet néo-gothique fut également proposé puis rejeté). Ce style néo-renaissance fait implicitement référence à l'hôtel de ville de Paris, et se retrouve fréquemment dans les hôtels de ville de la même époque (par exemple Niort ou Saint-Jean d'Angély). À Poitiers, l'édifice devait non seulement abriter l'administration de la ville, mais aussi le musée municipal des beaux-arts qui quitta les lieux en 1974.
La façade principale présente une composition théâtralisée, selon une organisation inspirée du XVIIIe siècle, qui l'oppose aux façades latérales et à la façade arrière, beaucoup plus austères. Percée de large fenêtres à doubles traverses horizontales, elle est scandée par les colonnes et des pilastres annelés à la manière de l'architecte du XVIe siècle, Philibert de l'Orme. Son décor chargé de rinceaux et de guirlandes de fruits s'inspire de la fin du XVIe siècle. L'élévation du rez-de-chaussée reprend presque à l'identique celle de l'opéra Garnier, construit à Paris durant les mêmes années. Les médaillons et les socles vides devaient accueillir des sculptures. Jamais réalisées, ces sculptures devaient représenter, entre autres, des poitevins illustres.
Les points communs entre l'opéra Garnier et l'hôtel de ville de Poitiers ne se limitent pas à des questions de style ou de reprises de formes. Comme Charles Garnier, l'architecte de l'opéra, Antoine-Gaétan Guérinot se soucie de la lisibilité de l'édifice. La ligne des toitures et la juxtaposition des volumes, bien visibles depuis la cour d'honneur à l'arrière du bâtiment, correspondent aux différentes divisions et fonctions des espaces intérieurs. Ainsi, au rez-de-chaussée, le vestibule donnait accès aux salles des peintures et des sculptures du musée et à l'escalier d'honneur. Les salles d'apparat (salle du conseil municipal, salle de bal et salle des mariages) sont situées, selon la tradition, à l'étage, côté place. Les bureaux, rejetés de part et d'autre dans les deux ailes latérales, sont accessibles directement par les portes des pavillons d'angle visibles en façade.
L'entrée principale se fait par le pavillon central. La porte est surmontée d'un balcon, d'une fenêtre en plein cintre, puis de l'horloge publique et du campanile. Au sommet, sous la corniche, une frise mêle aux rinceaux le blason de la ville et la lettre P. Le décor de la façade est essentiellement l’œuvre des sculpteurs Besnard et Mallet. L'horloge est encadrée par deux figures allégoriques, l' Agriculture et l' Industrie, dues à Louis-Ernest Barrias (second prix de Rome). Le campanile est l’œuvre du sculpteur animalier Auguste-Nicolas Cain: quatre tigres en plomb sont surmontés par des putti porteurs de flambeaux. Sur le fronton, des putti tiennent la couronne au-dessus des armes de la ville. Les armoiries de Poitiers sont composés du lion d'Aquitaine, des fleurs de lys et de neuf besants qui représenteraient les premiers échevins. Le motif est décliné en de multiples endroits: frontons, frises, ferronneries, poignées des portes mais aussi parquets, peintures, vitraux...

## Décor intérieur

### Grand escalier
Cet escalier théâtralisé met en scène l'ascension du visiteur vers la loggia. De ce balcon, il peut à son tour voir et être vu... Ainsi, la forme de l'édifice a autant de significations sociales que son décor.
Plusieurs sculptures ornent l'escalier: deux cariatides allégoriques dues à Louis-Ernest Barrias: la Science et les Beaux-Arts, ainsi que les bustes des maires de la ville de Poitiers, contemporains de la construction: Olivier Bourbeau et Arsène Orillard, tous deux dus au sculpteur Pierre-Amédée Brouillet. La rampe de l'escalier, œuvres d'Albert Besnard et Mallet, reprend les frises de la façade et du campanile.
Les deux compositions qui ornent les parois sont l’œuvre du peintre officiel de la Troisième République Pierre Puvis de Chavannes. Peintes à l'huile sur des toiles collées au mur afin d'imiter la fresque, on y reconnait deux épisodes poitevins célèbres: saint Fortunat lisant des poèmes à sainte Radegonde à l'abbaye Sainte-Croix (on y voit les portraits de Théophile Gautier, assis, et du peintre regardant le spectateur) et Charles Martel sauvant la chrétienté par sa victoire sur les sarrasins près de Poitiers en 732. Les deux datent de 1874.

### Salle des mariages
La salle des mariages présente un plafond peint par le poitevin Léon Perrault, artiste académique ayant connu un succès considérable à l'époque. On y voit le Triomphe de l'Hyménée (1882). Au-dessus de la cheminée, un autre tableau du même peintre concerne un aspect plus prosaïque de l'amour: Les époux devant la Loi (1884) dans un style néo-classique plus sévère.

### Salon d'Honneur

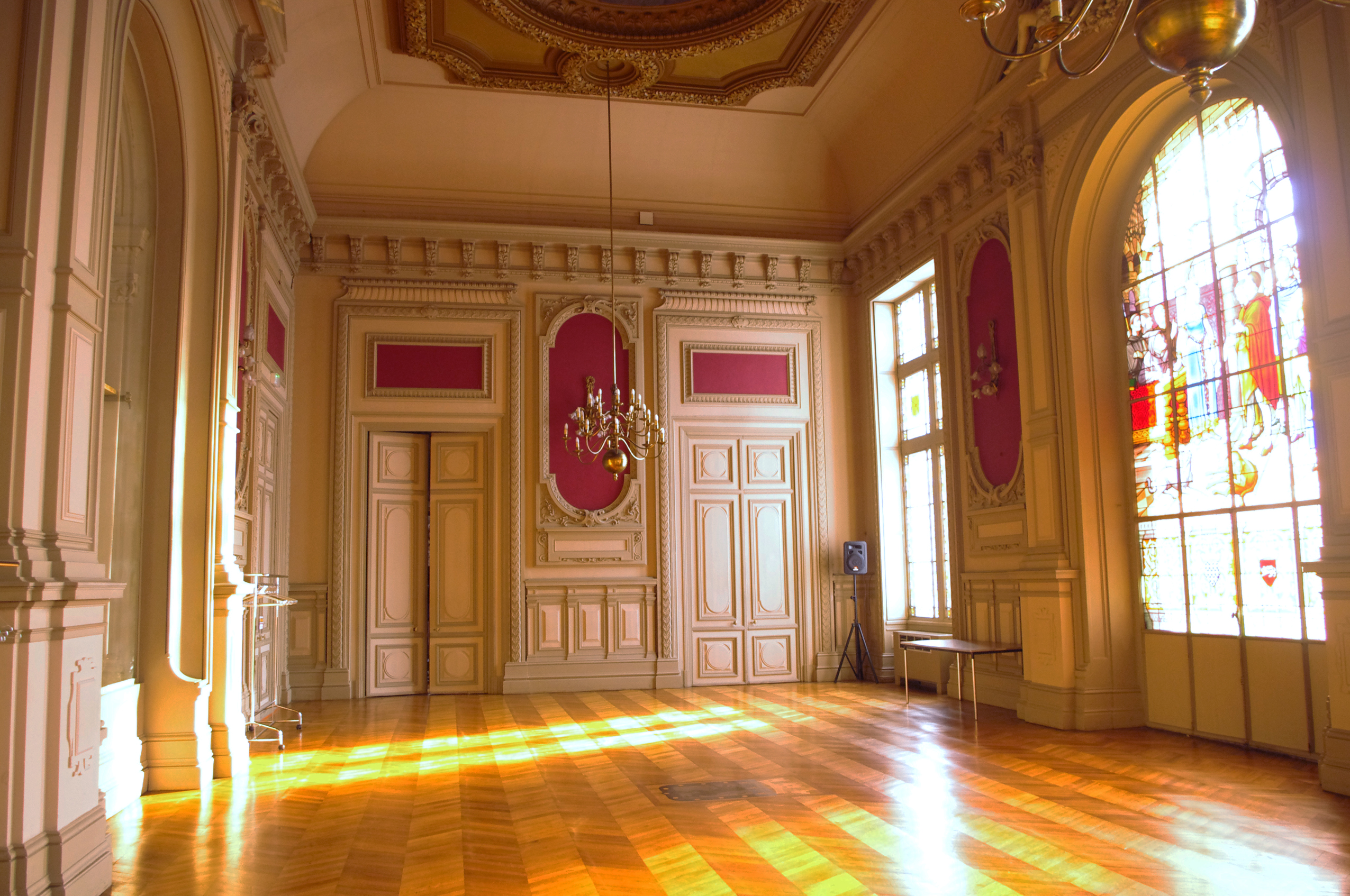
Salles des fêtes ou salon d'honneur à l'étage.

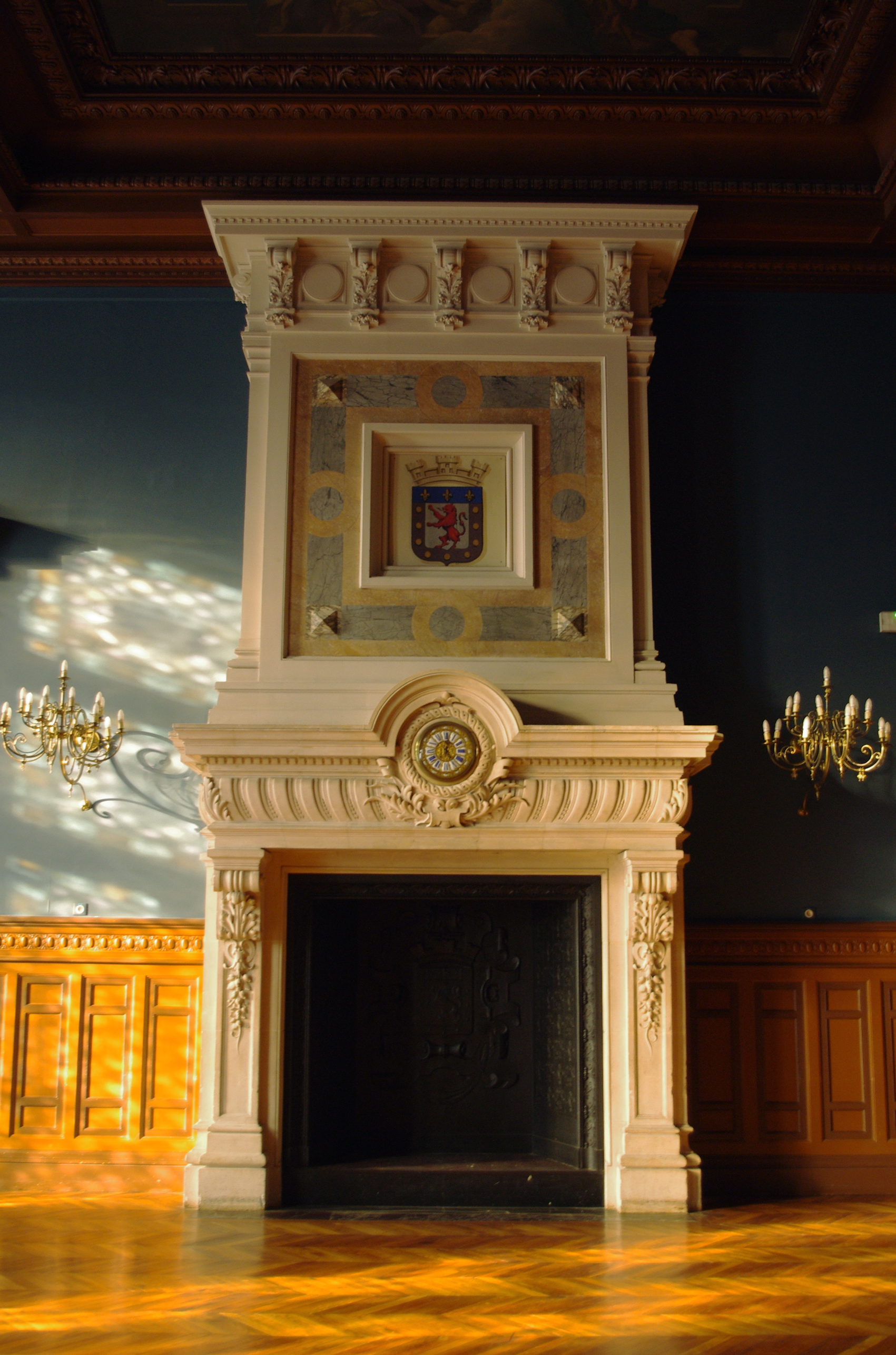
Cheminée de la Salle du blason.

Le salon d'honneur, ancienne salle de bal, conserve un parquet marqueté avec la blason de la ville.
Le vitrail est l'œuvre d'Auguste Steinheil et représente Aliénor d'Aquitaine confirmant la charte de commune en 1199. Parmi les échevins à droite, on reconnait un autre portrait: celui de l'architecte Antoine-Gaétan Guérinot qui regarde le spectateur. Le plafond est orné par un tableau de Jean-Baptiste Brunet: Du Guesclin délivrant Poitiers des Anglais en 1372 (1885).

### Salle du Blason
L'ancienne salle du conseil municipal, aujourd'hui appelé "salle du blason", est ornée d'un plafond peint par Émile Bin. Celui-ci représente la ville de Poitiers, sous les traits d'une femme récompensant le Travail, accompagnée de la Force, de la Justice, de la Charité et de la Paix. De part et d'autre, sont peintes les allégories des rivières poitevines: La Boivre et Le Clain (1881-1882). Ces deux figures sont placées par rapport au tableau central, selon la topographie réelle des rivières: le Clain à l'est et la Boivre à l'ouest. Dans cette salle sont également accrochés deux panneaux peints d'une série de quatre tableaux, dus au peintre poitevin Alfred de Curzon. Les deux autres se trouvent dans la salle des mariages. Ces quatre œuvres sont des cartons préparatoires pour les mosaïques du plafond de l'avant foyer de l'opéra Garnier.
Chaque panneau relate une histoire d'amour mythologique: Artémis et Endymion, Eos et Céphale, Orphée et Eurycide, Hermès et Psyché.